# Флорес
Флорес (индон. Flores) је индонежанско острво површине 13.540 km² у провинцији Источна Нуса Тенгара. Припада групи Малих Сундских острва.
Налази се источно од острва Сумбава и Комодо. На југоистоку је острво Тимор. Јужно је острво Сумба, а на северу Флореско море и Сулавеси. Флорес је дуг 425 километара. Највиши врх је на 2.370 метара.
На острву живи око 1,6 милиона становника. Око 91% становништва су хришћани, што је последица португалских мисија покрштавања из 16. века. 
Септембра 2003, у пећини на западу острва, палеонтолози су открили мале скелете до тада непознате врсте хоминида Homo floresiensis. Ови људи су били високи око једног метра. Најстарији комплетни пронађени скелет је стар 18.000 година.